# Dolichowithius simplex
Espèce
Dolichowithius simplex est une espèce de pseudoscorpions de la famille des Withiidae.

## Distribution
Cette espèce est endémique des Antilles. Elle se rencontre à Porto Rico et en République dominicaine.

## Publication originale
- Beier, 1932 : Zur Kenntnis der Cheliferidae (Pseudoscorpionidea). Zoologischer Anzeiger, vol. 100, p. 53-67.